# Золотарёв, Владимир Иванович
Владимир Иванович Золотарёв (3 марта 1936, Сталинград — 14 ноября 2017, Самара) — советский хозяйственный, государственный и политический деятель.

## Биография
Родился в 1936 году в Сталинграде. В 1959 году окончил Сталинградский механический институт, факультет цветных металлов, инженер-технолог.
С 1959 года — на хозяйственной, общественной и политической работе. В 1959—1991 гг. — помощник мастера цеха, мастер цеха, начальник смены, заместитель начальника цеха, начальник цеха, заместитель начальника производства, секретарь парткома завода имени Фрунзе, первый секретарь Промышленного райкома КПСС города Куйбышева, председатель исполкома городского Совета народных депутатов, первый секретарь Куйбышевского горкома КПСС.
Избирался депутатом Верховного Совета РСФСР 11-го созыва. Делегат XXVII и XXVIII съездов КПСС.
Умер в Самаре в 2017 году.

## Награды и звания
- Два ордена Трудового Красного Знамени
- Орден «Знак Почёта»
- Почётный гражданин Самары (2011)

## Память
- В Самаре на доме[уточнить], где жил Золотарёв, установлена мемориальная доска[источник не указан 451 день]
- В 2024 году участок улицы Мичурина (от Владимирской до Клинической) назван «бульваром Владимира Золотарёва»[4].